# 静岡連隊区
静岡連隊区（しずおかれんたいく）は、大日本帝国陸軍の連隊区の一つ。前身は静岡大隊区である。当初は静岡県の一部、後に同県全域の徴兵・召集等兵事事務を取り扱った。神奈川県の一部を管轄した時期もあった。実務は静岡連隊区司令部が執行した。1945年（昭和20年）、同域に静岡地区司令部が設けられ、地域防衛体制を担任した。

## 沿革
1888年（明治21年）5月14日、大隊区司令部条例（明治21年勅令第29号）によって静岡大隊区が設けられ、陸軍管区表（明治21年勅令第32号）により静岡県の一部が管轄区域に定められた。第3師管第5旅管に属した。この時、静岡県の残り区域は豊橋大隊区に属していた。
1896年（明治29年）4月1日、静岡大隊区は連隊区司令部条例（明治29年勅令第56号）によって連隊区に改組され、旅管が廃止となり第3師管に属した。
1903年（明治36年）2月14日、改正された「陸軍管区表」（明治36年勅令第13号）が公布となり、再び旅管が採用され連隊区は第3師管第17旅管に属した。
日本陸軍の内地19個師団体制に対応するため陸軍管区表が改正（明治40年9月17日軍令陸第3号）となり、1907年（明治40年）10月1日、浜松連隊区などを創設し、管轄区域の大幅な変更が実施され、また、第15師管第29旅管の所属となった。
司令部は庁舎修繕のため1910年12月3日に歩兵第34連隊兵営内に移転。1911年3月25日、庁舎修繕工事竣工により司令部が復帰。
1925年（大正14年）4月6日、日本陸軍の第三次軍備整理に伴い陸軍管区表が改正（大正14年軍令陸第2号）され、同年5月1日、旅管は廃され再び第3師管の所属となり、管轄区域の変更が行われた。
1940年（昭和15年）8月1日、静岡連隊区は中部軍管区名古屋師管に属することとなった。1941年（昭和16年）4月1日、管轄区域が変更され、静岡県全域の管轄となった。
1945年2月11日、名古屋師管は新設の東海軍管区に所属が変更された。同年には作戦と軍政の分離が進められ、軍管区・師管区に司令部が設けられたのに伴い、同年3月24日、連隊区の同域に地区司令部が設けられた。地区司令部の司令官以下要員は連隊区司令部人員の兼任である。同年4月1日、名古屋師管は名古屋師管区と改称された。

## 管轄区域の変遷
1888年5月14日、陸軍管区表（明治21年勅令第32号）が制定され、静岡大隊区の管轄区域が次のとおり定められた。
- 静岡県

安倍郡・有渡郡・志太郡・益津郡・榛原郡・駿東郡・佐野郡・城東郡・周智郡・富士郡・庵原郡・賀茂郡・那賀郡・君沢郡・田方郡
1896年4月1日、連隊区へ改組された際に静岡市を管轄区域に加えた。同年、郡制施行による郡の統廃合により陸軍管区表が改正され、1897年（明治30年）4月1日に安倍郡・有渡郡を安倍郡に、志太郡・益津郡を志太郡に、佐野郡・城東郡を小笠郡に、賀茂郡・那賀郡を賀茂郡に、君沢郡・田方郡を田方郡に変更した。変更後の管轄区域は以下のとおり。
- 静岡県

静岡市・安倍郡・志太郡・榛原郡・駿東郡・小笠郡・周智郡・富士郡・庵原郡・賀茂郡・田方郡
1907年10月1日、浜松連隊区などが新設されたことに伴い、管轄区域が陸軍管区表（明治40年9月17日軍令陸第3号）により次のとおり定められた。志太郡・榛原郡・小笠郡・周智郡を浜松連隊区へ移管した。
- 静岡県

静岡市・駿東郡・富士郡・庵原郡・安倍郡・田方郡・賀茂郡
1920年（大正9年）8月10日、甲府連隊区から神奈川足柄上郡・足柄下郡を編入した。
1925年5月1日、陸軍管区表の改正（大正14年4月6日軍令陸第2号）に伴い浜松連隊区が廃止され、旧浜松連隊区から静岡県志太郡を編入し、神奈川県区域を甲府連隊区へ移管した。また、沼津市・清水市を加えた。変更後の管轄区域は以下のとおり。
- 静岡県

静岡市・沼津市・清水市・安倍郡・庵原郡・富士郡・駿東郡・田方郡・賀茂郡・志太郡
1937年（昭和12年）7月19日、熱海市を区域に加えた。
1941年4月1日、豊橋連隊区から浜松市・浜名郡・引佐郡・磐田郡・榛原郡・小笠郡・周智郡を編入し、静岡県全域の管轄となった。その後、廃止されるまで変更はなかった。

## 司令官
静岡大隊区
- （心得）白井已胤 歩兵大尉：1888年5月14日 -
- 湯川春尚 歩兵少佐：不詳 - 1895年9月28日[14]
- 中谷直温 歩兵少佐：1895年9月28日[14] - 不詳

静岡連隊区
- 伊藤一幸 後備歩兵少佐：1900年1月1日 -
- 倉橋愛橘 歩兵少佐：1900年10月6日 - 1901年4月1日
- 倉橋愛橘 後備歩兵少佐：1901年4月1日 - 10月12日死去
- 菊地節蔵 歩兵中佐：1901年10月29日 - 1902年11月1日
- 川口清俊 歩兵少佐：1902年11月1日 -
- 中野広 歩兵中佐：1906年3月1日 - 1907年3月15日
- 遠藤伸二郎 歩兵中佐：1907年3月15日 - 1908年12月21日
- 中井与三 歩兵少佐：1908年12月21日 - 1910年10月1日
- 小野田一 歩兵少佐：1910年10月1日 - 1912年3月8日
- 沓谷栄輔 歩兵中佐：1912年3月8日 - 12月26日
- 岡田重久 歩兵中佐：1912年12月26日 - 1914年5月11日
- 大枝徤介 歩兵大佐：1914年5月11日 - 1915年4月21日
- 石関毅 歩兵大佐：1915年4月21日 - 8月10日
- 松崎新太郎 歩兵中佐：1915年8月10日 -
- 武昌治 歩兵大佐：不詳 - 1919年7月25日
- 菅原佐賀衛 歩兵大佐：1919年7月25日 - 1921年7月20日[15]
- 大海友次郎 歩兵大佐：1921年7月20日[15] - 1922年8月15日[16]
- 西谷幸吉 歩兵大佐：1922年8月15日[16] - 1923年8月6日[17]
- 芦川良治 歩兵大佐：1923年8月6日[17] -
- 今井信夫 歩兵大佐：1925年5月1日[18] -
- 相良巳都磨 歩兵大佐：不詳 - 1932年8月8日[19]
- 山本寿美 歩兵大佐：1932年8月8日[19] -
- 中井重義 歩兵大佐：1934年8月1日 - 1936年3月7日[20]
- 芦塚長蔵 大佐：1939年12月1日 - 1942年12月1日[21]

静岡連隊区兼静岡地区司令官
- 篠原三郎 予備役陸軍少将：1945年3月31日[22] -